# Knoetschkesuchus
Knoetschkesuchus (il cui nome significa "coccodrillo di Knötschke") è un genere estinto di piccolo eusuco atoposauride vissuto nel Giurassico superiore (Kimmeridgiano), sia in Germania sia in Portogallo. Il genere contiene due specie: la specie tedesca K. langenbergensis, descritta da Schwartz et al. nel 2017 sulla base di due scheletri parziali e varie ossa isolate; e la specie portoghese K. guimarotae, descritta per oltre 400 esemplari tra cui diversi scheletri parziali.
Knoetschkesuchus aveva un muso piccolo e corto, e l'intero animale misurava all'incirca 55 centimetri (22 pollici) di lunghezza, che si nutriva principalmente di piccole prede, compresi invertebrati, anfibi e mammiferi. Questa specializzazione verso la caccia a piccole prede separava ecologicamente Knoetschkesuchus dalla maggior parte degli altri coccodrilli che vivevano nell'ecosistema di isole dell'Europa giurassica.
Entrambe le specie sono state precedentemente riconosciuti come appartenenti al genere Theriosuchus; K. guimarotae è stato inizialmente nominato come T. guimarotae, e gli esemplari di K. langenbergensis inizialmente erano noti come T. pusillus dopo la loro scoperta. Schwartz et al. hanno riconosciuto una serie di caratteristiche che uniscono questi due taxa ed li differenziavano dalle altre specie di Theriosuchus; in particolare, Knoetschkesuchus ha solo due tipi distinti di denti, mancando di denti a forma di foglia visto negli altri atoposauridi. Altri tratti distintivi sono il cranio relativamente largo, e la presenza della Fenestrae antorbitale e una fenestra mandibolare in tutte le fasi della crescita.